# Базиліксимаб
Базиліксимаб (англ. Basiliximab, лат. Basiliximabum) — синтетичний препарат, який є гуманізованим рекомбінантним моноклональним антитілом (від миші) до рецепторів інтерлейкіну-2. Базиліксимаб застосовується внутрішньовенно. Базиліксимаб розроблений у лабораторії компанії «Novartis», та допущений до застосування FDA у 1998 році.

## Фармакологічні властивості
Базиліксимаб — синтетичний лікарський препарат, який є гуманізованим (від миші) рекомбінантним моноклональним антитілом до інтерлейкіну-2. Механізм дії препарату полягає у зв'язуванні базиліксимабу із рецепторами інтерлейкіну на поверхні активованих T-лімфоцитів, що призводить до гальмування імунної відповіді на появу антигенів. Пригнічення вивільнення інтерлейкіну-2 призводить до гальмування клітинного імунітету, спричиненому інгібуванням диференціації Т-лімфоцитів-хелперів, та інгібування реакції відторгнення трансплантату. Цей ефект дає можливість використання базиліксимабу як імуносупресанта після трансплантації нирки, разом із циклоспорином та глюкокортикоїдними гормонами. Базиліксимаб застосовується для профілактики реакції відторгнення трансплантату після трансплантації нирки та трансплантації печінки, у тому числі у дітей, і при його застосуванні спостерігається відносно невелика кількість побічних ефектів, а також збільшується тривалість виживання трансплантату без виникнення відторгнення та тривалість життя реципієнтів. Базиліксимаб застосовується також для лікування деяких хронічних захворювань шкіри, зокрема, червоного плоского лишая та псоріазу.

### Фармакокінетика
Базиліксимаб повільно розподіляється в організмі після внутрішньовенного застосування, біодоступність препарату не досліджена. Дані про метаболізм препарату та шляхи його виведення з організму відсутні. Період напіввиведення препарату з організму становить у середньому 7,2 доби. Кліренс базиліксимабу не змінюється у зв'язку із масою тіла пацієнтів, їх віком, статтю, расовою належністю.

## Показання до застосування
Базиліксимаб застосовується при трансплантації нирки разом із циклоспорином та глюкокортикоїдними гормонами.

## Побічна дія
При застосуванні базиліксимабу побічні ефекти спостерігаються відносновідносно рідше, ніж при застосуванні інших подібних препаратів. Найчастішими побічними ефектами базиліксимабу є:
- Алергічні реакції та з боку шкірних покривів — часто висипання на шкірі, свербіж шкіри, акне, гірсутизм, гарячка, набряк обличчя, генералізований набряк, герпетичні висипання.
- З боку травної системи — дуже часто (більше 10 %) нудота, блювання, біль у животі, діарея або запор; часто метеоризм, гастроентерит, езофагіт, шлунково-кишкові кровотечі, гіперплазія ясен, виразковий стоматит.
- З боку нервової системи — часто головний біль, запаморочення, загальна слабість, тремор, нервозність, безсоння, гіпестезія або парестезія, депресія, порушення зору, катаракта, кон'юнктивіт.
- З боку серцево-судинної системи — артеріальна гіпертензія або гіпотензія, тахікардія, тромбози, аритмії, серцева недостатність, стенокардія, фібриляція передсердь, біль в грудній клітці.
- З боку дихальної системи — часто кашель, задишка, набряк легень, гострі респіраторні інфекції, диспное, фарингіт, синусит, бронхіт, пневмонія.
- З боку сечостатевої системи — гематурія, дизурія, інфекції сечовидільних шляхів, порушення функції нирок, некроз канальців нирок, імпотенція, периферичні набряки.
- З боку опорно-рухового апарату — біль у спині, міалгії, артралгії, судоми м'язів, збільшення частоти переломів кісток.
- Зміни в лабораторних аналізах — анемія, тромбоцитопенія, поліцитемія, лейкопенія, гіперхолестеринемія, гіпофосфатемія, гіпомагніємія, гіпо- або гіперкаліємія, підвищення рівня креатиніну та сечовини в крові, підвищення рівня сечової кислоти в крові, гіперліпідемія, гіпертригліцеридемія, гіпоглікемія, гіпопротеїнемія.

## Протипокази
Базиліксимаб протипоказаний при застосуванні при підвищеній чутливості до препарату, вагітності та годуванні грудьми.

## Форми випуску
Базиліксимаб випускається у вигляді ліофілізату для внутрішньовенного введення у флаконах по 0,01 та 0,02 г.